# Richelieu (circonscription provinciale)
Circonscription électorale provinciale du Canada
Richelieu est une circonscription électorale québécoise située à l’embouchure de la rivière du même nom en Montérégie, comprenant notamment la ville de Sorel-Tracy. 
Le nom de la circonscription remonte au premier corpus électoral du Bas-Canada établi en 1792 et reprend celui de la rivière qui la traverse, elle-même tirant son nom de l'ancien fort Richelieu, érigé en 1642 par le gouverneur de Montmagny, et nommé ainsi en l’honneur d'Armand Jean du Plessis de Richelieu, cardinal français et ministre du roi Louis XIII.

## Historique
Le district de Richelieu a été créé en 1792 comme district électoral du Bas-Canada. Le district de Saint-Hyacinthe s'en détache en 1830, et ceux de Shefford et Stanstead prennent également une partie du territoire de Richelieu. Lors de la création de l'Assemblée législative de la province du Canada en 1841, le district de Richelieu est conservé, et annexe celui du bourg de William-Henry, aujourd'hui Sorel. 
Lors de la Confédération canadienne en 1867, Richelieu est conservé comme district électoral provincial. Le temps d'une législature, de 1939 à 1944, la circonscription de Verchères fut unie avec celle-ci sous le nom de Richelieu-Verchères. En 1972, une partie du territoire de Richelieu est cédée à Verchères, tandis que Saint-Hyacinthe et dans une moindre mesure Yamaska cèdent de leur territoire à Richelieu. En 1980, une partie de Nicolet-Yamaska, qui a remplacé Yamaska, est ajoutée à Richelieu. Puis, en 2011, Richelieu est encore agrandie par l'ajout de quelques municipalités provenant de Verchères et de Nicolet-Yamaska.

## Territoire et limites
- Massueville
- Saint-Aimé
- Saint-Bernard-de-Michaudville
- Saint-David
- Sainte-Anne-de-Sorel
- Sainte-Victoire-de-Sorel
- Saint-Gérard-Majella
- Saint-Joseph-de-Sorel
- Saint-Jude
- Saint-Louis
- Saint-Marcel-de-Richelieu
- Saint-Ours
- Saint-Robert
- Saint-Roch-de-Richelieu
- Sorel-Tracy
- Yamaska.

## Liste des députés

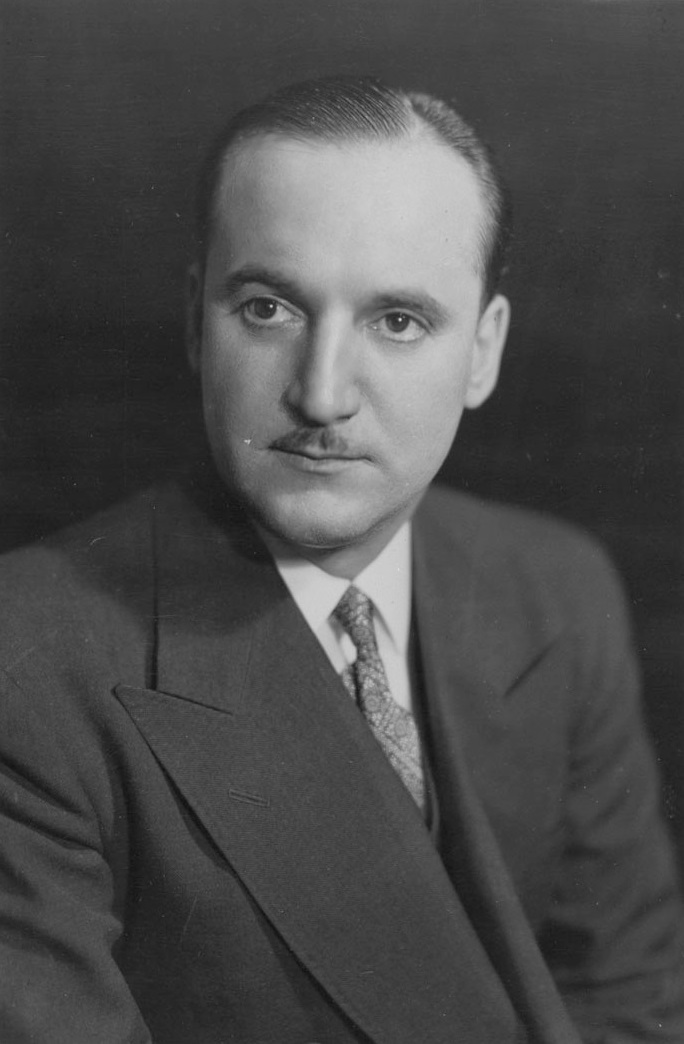
Gérard Cournoyer est député de Richelieu de 1952 à 1956 et de 1960 à 1966 pour le Parti libéral du Québec

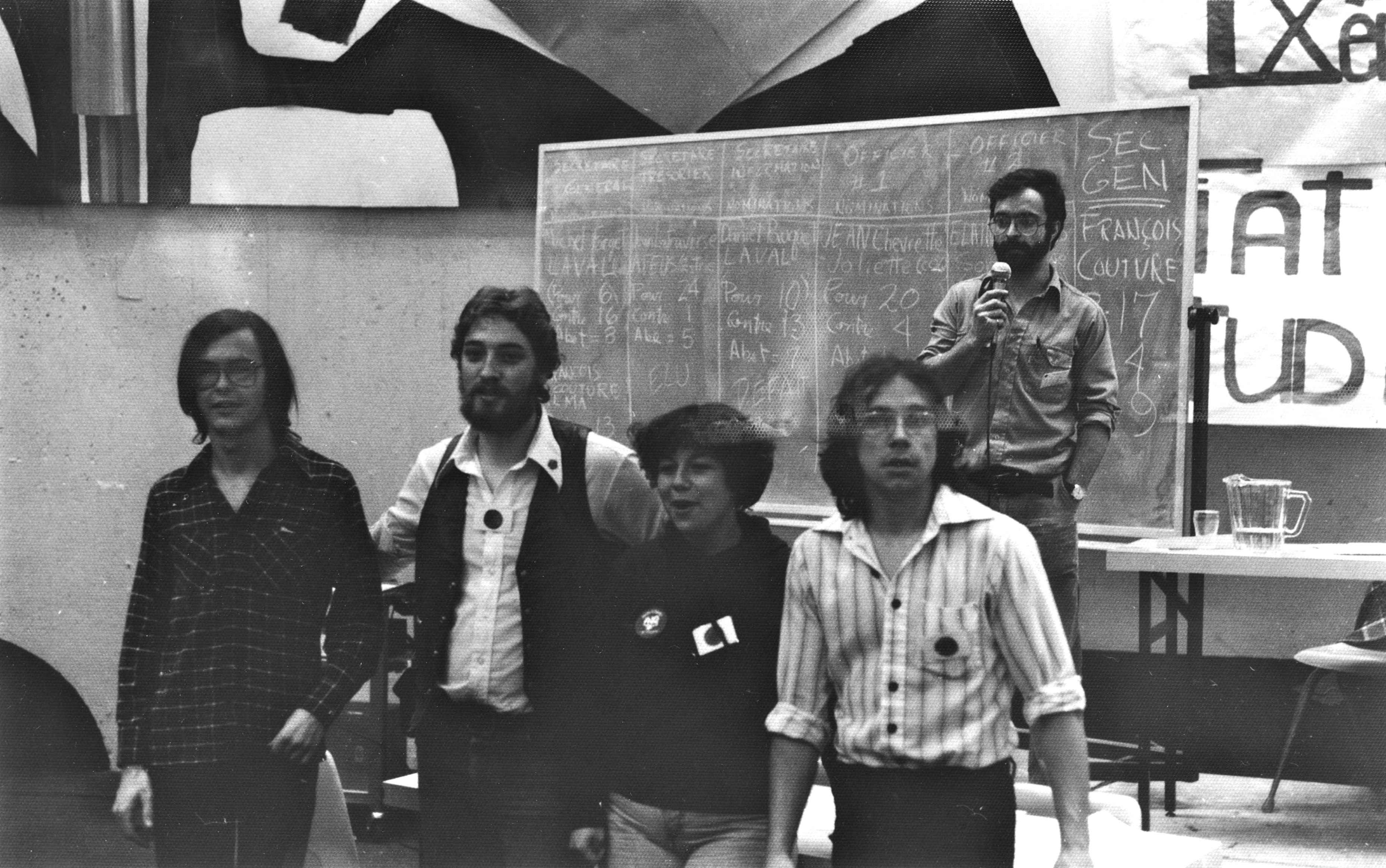
Élaine Zakaïb est député de Richelieu de 2012 à 2014 pour le Parti québécois

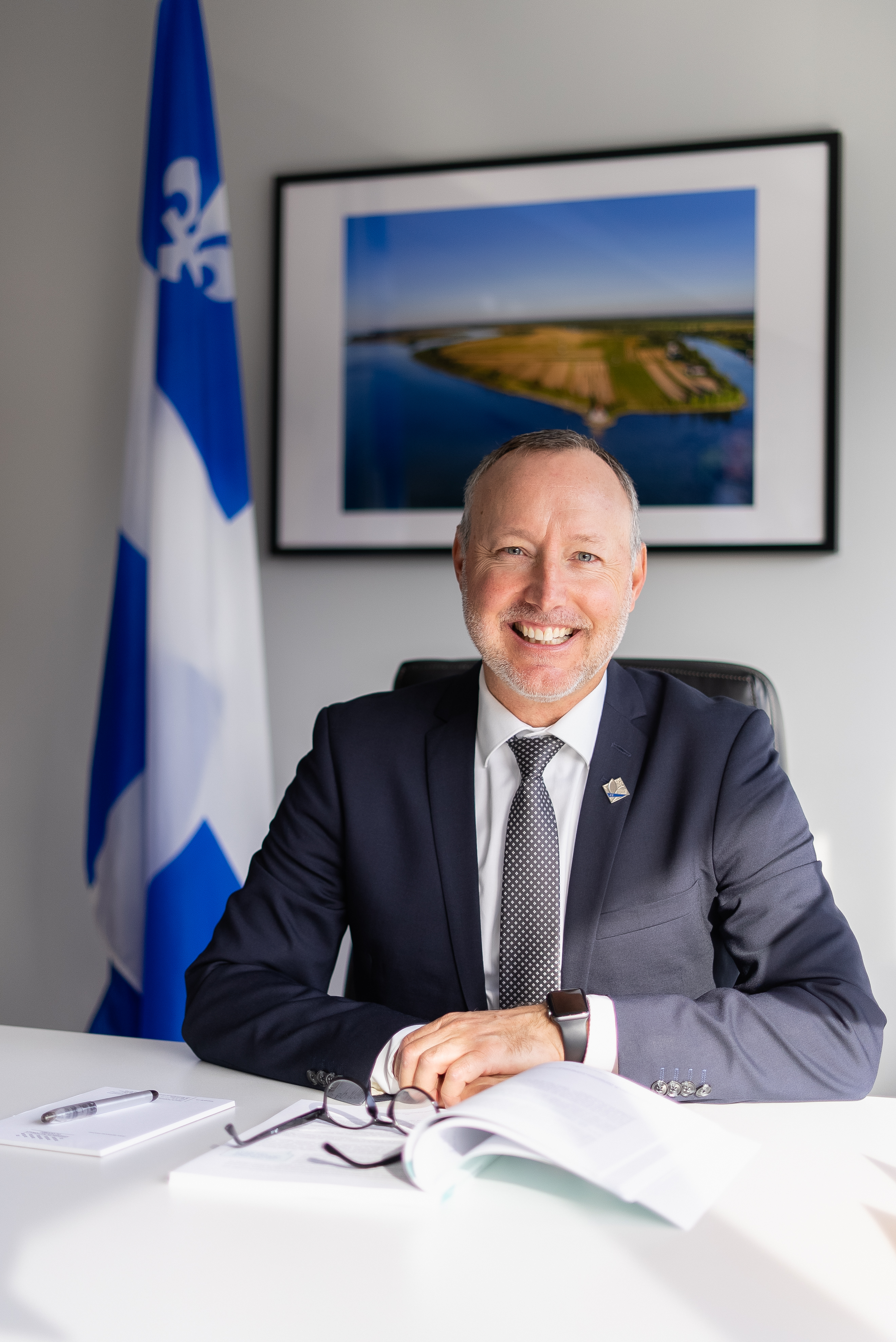
Jean-Bernard Emond est député de Richelieu depuis 2018

| Années                            | Années      | Député                         | Parti            |
| --------------------------------- | ----------- | ------------------------------ | ---------------- |
|                                   | 1867 - 1869 | Joseph Beaudreau               | Conservateur     |
|                                   | 1869 - 1871 | Pierre Gélinas                 | Conservateur     |
|                                   | 1871 - 1875 | Joseph-Adolphe Dorion          | Conservateur     |
|                                   | 1875 - 1878 | Michel Mathieu                 | Conservateur     |
|                                   | 1878 - 1881 | Michel Mathieu                 | Conservateur     |
|                                   | 1881 - 1886 | Léon Leduc                     | Conservateur     |
|                                   | 1886 - 1890 | Louis-Pierre-Paul Cardin       | Libéral          |
|                                   | 1890 - 1892 | Louis-Pierre-Paul Cardin       | Libéral          |
|                                   | 1892 - 1897 | Louis Lacouture                | Conservateur     |
|                                   | 1897 - 1900 | Louis-Pierre-Paul Cardin       | Libéral          |
|                                   | 1900 - 1904 | Louis-Pierre-Paul Cardin       | Libéral          |
|                                   | 1904 - 1908 | Louis-Pierre-Paul Cardin       | Libéral          |
|                                   | 1908 - 1912 | Louis-Pierre-Paul Cardin       | Libéral          |
|                                   | 1912 - 1916 | Maurice-Louis Péloquin         | Libéral          |
|                                   | 1916 - 1919 | Maurice-Louis Péloquin         | Libéral          |
|                                   | 1919 - 1923 | Maurice-Louis Péloquin         | Libéral          |
|                                   | 1923 - 1927 | Jean-Baptiste Lafrenière       | Libéral          |
|                                   | 1927 - 1929 | Jean-Baptiste Lafrenière       | Libéral          |
|                                   | 1929 - 1931 | Joseph-Célestin-Avila Turcotte | Libéral          |
|                                   | 1931 - 1935 | Joseph-Célestin-Avila Turcotte | Libéral          |
|                                   | 1935 - 1936 | Joseph-Célestin-Avila Turcotte | Libéral          |
|                                   | 1936 - 1939 | Joseph-Célestin-Avila Turcotte | Libéral          |
| Richelieu-Verchères (1939 - 1944) |             |                                |                  |
|                                   | 1944 - 1948 | Joseph-Willie Robidoux         | Libéral          |
|                                   | 1948 - 1952 | Bernard Gagné                  | Union nationale  |
|                                   | 1952 - 1956 | Gérard Cournoyer               | Libéral          |
|                                   | 1956 - 1960 | Bernard Gagné                  | Union nationale  |
|                                   | 1960 - 1962 | Gérard Cournoyer               | Libéral          |
|                                   | 1962 - 1966 | Gérard Cournoyer               | Libéral          |
|                                   | 1966 - 1970 | Maurice Martel                 | Union nationale  |
|                                   | 1970 - 1973 | Claude Simard                  | Libéral          |
|                                   | 1973 - 1976 | Claude Simard                  | Libéral          |
|                                   | 1976 - 1981 | Maurice Martel                 | Parti québécois  |
|                                   | 1981 - 1985 | Maurice Martel                 | Parti québécois  |
|                                   | 1985 - 1989 | Albert Khelfa                  | Libéral          |
|                                   | 1989 - 1994 | Albert Khelfa                  | Libéral          |
|                                   | 1994 - 1998 | Sylvain Simard                 | Parti québécois  |
|                                   | 1998 - 2003 | Sylvain Simard                 | Parti québécois  |
|                                   | 2003 - 2007 | Sylvain Simard                 | Parti québécois  |
|                                   | 2007 - 2008 | Sylvain Simard                 | Parti québécois  |
|                                   | 2008 - 2012 | Sylvain Simard                 | Parti québécois  |
|                                   | 2012 - 2014 | Élaine Zakaïb                  | Parti québécois  |
|                                   | 2014 - 2014 | Élaine Zakaïb                  | Parti québécois  |
|                                   | 2015 - 2018 | Sylvain Rochon                 | Parti québécois  |
|                                   | 2018 - 2022 | Jean-Bernard Émond             | Coalition avenir |
|                                   | 2022 - ...  | Jean-Bernard Émond             | Coalition avenir |

Légende: Les années en italiques indiquent les élections partielles.

## Résultats électoraux
|                                                                                               | Nom                          | Parti              | Nombre de voix | %      | Maj.   |
| --------------------------------------------------------------------------------------------- | ---------------------------- | ------------------ | -------------- | ------ | ------ |
|                                                                                               | Jean-Bernard Émond (sortant) | Coalition avenir   | 17 098         | 55,9 % | 10 894 |
|                                                                                               | Gabriel Arpin                | Parti québécois    | 6 204          | 20,3 % | -      |
|                                                                                               | David Dionne                 | Québec solidaire   | 3 084          | 10,1 % | -      |
|                                                                                               | Marie-Ève Dionne             | Conservateur       | 2 697          | 8,8 %  | -      |
|                                                                                               | Anthony Sauriol              | Libéral            | 1 262          | 4,1 %  | -      |
|                                                                                               | Alejandra Velasquez          | Climat Québec      | 165            | 0,5 %  | -      |
|                                                                                               | André Blanchette             | Démocratie directe | 82             | 0,3 %  | -      |
| Total                                                                                         | Total                        | Total              | 30 592         | 100 %  |        |
| Le taux de participation lors de l'élection était de 67,8 % et 453 bulletins ont été rejetés. |                              |                    |                |        |        |

|                                                                                               | Nom                      | Parti            | Nombre de voix | %      | Maj.  |
| --------------------------------------------------------------------------------------------- | ------------------------ | ---------------- | -------------- | ------ | ----- |
|                                                                                               | Jean-Bernard Émond       | Coalition avenir | 15 258         | 49,8 % | 8 196 |
|                                                                                               | Sylvain Rochon (sortant) | Parti québécois  | 7 062          | 23 %   | -     |
|                                                                                               | Sophie Pagé Sabourin     | Québec solidaire | 4 101          | 13,4 % | -     |
|                                                                                               | Sophie Chevalier         | Libéral          | 3 456          | 11,3 % | -     |
|                                                                                               | Ksenia Svetoushkina      | Vert             | 402            | 1,3 %  | -     |
|                                                                                               | Patrick Corriveau        | Conservateur     | 364            | 1,2 %  | -     |
| Total                                                                                         | Total                    | Total            | 30 643         | 100 %  |       |
| Le taux de participation lors de l'élection était de 70,4 % et 592 bulletins ont été rejetés. |                          |                  |                |        |       |

|                                                                                               | Nom                | Parti              | Nombre de voix | %      | Maj. |
| --------------------------------------------------------------------------------------------- | ------------------ | ------------------ | -------------- | ------ | ---- |
|                                                                                               | Sylvain Rochon     | Parti québécois    | 7 294          | 36 %   | 710  |
|                                                                                               | Jean-Bernard Émond | Coalition avenir   | 6 584          | 32,5 % | -    |
|                                                                                               | Benoît Théroux     | Libéral            | 5 054          | 24,9 % | -    |
|                                                                                               | Marie-Ève Mathieu  | Québec solidaire   | 541            | 2,7 %  | -    |
|                                                                                               | Vincent Pouliot    | Vert               | 352            | 1,7 %  | -    |
|                                                                                               | Sol Zanetti        | Option nationale   | 316            | 1,6 %  | -    |
|                                                                                               | Daniel Gaudreau    | Conservateur       | 103            | 0,5 %  | -    |
|                                                                                               | Louis Chandonnet   | Équipe autonomiste | 30             | 0,1 %  | -    |
| Total                                                                                         | Total              | Total              | 20 274         | 100 %  |      |
| Le taux de participation lors de l'élection était de 46,4 % et 319 bulletins ont été rejetés. |                    |                    |                |        |      |

|                                                                                               | Nom                     | Parti            | Nombre de voix | %      | Maj.  |
| --------------------------------------------------------------------------------------------- | ----------------------- | ---------------- | -------------- | ------ | ----- |
|                                                                                               | Élaine Zakaïb (sortant) | Parti québécois  | 11 695         | 39 %   | 3 659 |
|                                                                                               | Martin Baller           | Coalition avenir | 8 036          | 26,8 % | -     |
|                                                                                               | Alain Plante            | Libéral          | 7 687          | 25,6 % | -     |
|                                                                                               | Marie-Ève Mathieu       | Québec solidaire | 1 589          | 5,3 %  | -     |
|                                                                                               | Jean-François Tremblay  | Option nationale | 403            | 1,3 %  | -     |
|                                                                                               | Claude Bourgault        | Vert             | 346            | 1,2 %  | -     |
|                                                                                               | Marc Gaudet             | Conservateur     | 215            | 0,7 %  | -     |
| Total                                                                                         | Total                   | Total            | 29 971         | 100 %  |       |
| Le taux de participation lors de l'élection était de 69,6 % et 785 bulletins ont été rejetés. |                         |                  |                |        |       |

|                                                                                               | Nom                | Parti            | Nombre de voix | %      | Maj.  |
| --------------------------------------------------------------------------------------------- | ------------------ | ---------------- | -------------- | ------ | ----- |
|                                                                                               | Élaine Zakaïb      | Parti québécois  | 14 474         | 43 %   | 3 601 |
|                                                                                               | Jean-Bernard Émond | Coalition avenir | 10 873         | 32,3 % | -     |
|                                                                                               | Alain Plante       | Libéral          | 6 128          | 18,2 % | -     |
|                                                                                               | Marie-Ève Mathieu  | Québec solidaire | 1 084          | 3,2 %  | -     |
|                                                                                               | Michaël Rocheleau  | Option nationale | 1 065          | 3,2 %  | -     |
| Total                                                                                         | Total              | Total            | 33 624         | 100 %  |       |
| Le taux de participation lors de l'élection était de 77,7 % et 629 bulletins ont été rejetés. |                    |                  |                |        |       |

|                                                                                               | Nom                      | Parti               | Nombre de voix | %      | Maj.  |
| --------------------------------------------------------------------------------------------- | ------------------------ | ------------------- | -------------- | ------ | ----- |
|                                                                                               | Sylvain Simard (sortant) | Parti québécois     | 11 591         | 47 %   | 3 039 |
|                                                                                               | Christian Cournoyer      | Libéral             | 8 552          | 34,7 % | -     |
|                                                                                               | Patrick Fournier         | Action démocratique | 3 126          | 12,7 % | -     |
|                                                                                               | Paul Martin              | Québec solidaire    | 705            | 2,9 %  | -     |
|                                                                                               | Patrick Lamothe          | Vert                | 693            | 2,8 %  | -     |
| Total                                                                                         | Total                    | Total               | 24 667         | 100 %  |       |
| Le taux de participation lors de l'élection était de 61,8 % et 554 bulletins ont été rejetés. |                          |                     |                |        |       |

|                                                                                               | Nom                      | Parti               | Nombre de voix | %      | Maj.  |
| --------------------------------------------------------------------------------------------- | ------------------------ | ------------------- | -------------- | ------ | ----- |
|                                                                                               | Sylvain Simard (sortant) | Parti québécois     | 11 411         | 38 %   | 1 998 |
|                                                                                               | Philippe Rochat          | Action démocratique | 9 413          | 31,4 % | -     |
|                                                                                               | Gilles Salvas            | Libéral             | 7 275          | 24,2 % | -     |
|                                                                                               | François Desmarais       | Vert                | 986            | 3,3 %  | -     |
|                                                                                               | Éric Noël                | Québec solidaire    | 778            | 2,6 %  | -     |
|                                                                                               | Normand Philibert        | Indépendant         | 145            | 0,5 %  | -     |
| Total                                                                                         | Total                    | Total               | 30 008         | 100 %  |       |
| Le taux de participation lors de l'élection était de 75,1 % et 389 bulletins ont été rejetés. |                          |                     |                |        |       |

|                                                                                               | Nom                           | Parti                 | Nombre de voix | %      | Maj.  |
| --------------------------------------------------------------------------------------------- | ----------------------------- | --------------------- | -------------- | ------ | ----- |
|                                                                                               | Sylvain Simard (sortant)      | Parti québécois       | 13 286         | 46,4 % | 2 359 |
|                                                                                               | Benoît Lefebvre               | Libéral               | 10 927         | 38,1 % | -     |
|                                                                                               | Micheline Ulrich              | Action démocratique   | 3 756          | 13,1 % | -     |
|                                                                                               | Marie-Hélène Charbonneau      | Bloc pot              | 407            | 1,4 %  | -     |
|                                                                                               | Nidal Joad                    | Indépendant           | 109            | 0,4 %  | -     |
|                                                                                               | Steve Ritter                  | Indépendant           | 100            | 0,3 %  | -     |
|                                                                                               | Florette Villemure Larochelle | Démocratie chrétienne | 74             | 0,3 %  | -     |
| Total                                                                                         | Total                         | Total                 | 28 659         | 100 %  |       |
| Le taux de participation lors de l'élection était de 72,9 % et 484 bulletins ont été rejetés. |                               |                       |                |        |       |

|                                                                                             | Nom                      | Parti                 | Nombre de voix | %      | Maj.  |
| ------------------------------------------------------------------------------------------- | ------------------------ | --------------------- | -------------- | ------ | ----- |
|                                                                                             | Sylvain Simard (sortant) | Parti québécois       | 17 745         | 56,3 % | 9 027 |
|                                                                                             | Gilles Ferlatte          | Libéral               | 8 718          | 27,7 % | -     |
|                                                                                             | Patrick Gauthier         | Action démocratique   | 4 543          | 14,4 % | -     |
|                                                                                             | Michel Groleau           | Sans désignation      | 261            | 0,8 %  | -     |
|                                                                                             | Isabelle Latour          | Démocratie socialiste | 246            | 0,8 %  | -     |
| Total                                                                                       | Total                    | Total                 | 31 513         | 100 %  |       |
| Le taux de participation lors de l'élection était de 81 % et 689 bulletins ont été rejetés. |                          |                       |                |        |       |

|                                                                                                 | Nom                     | Parti           | Nombre de voix | %      | Maj.  |
| ----------------------------------------------------------------------------------------------- | ----------------------- | --------------- | -------------- | ------ | ----- |
|                                                                                                 | Sylvain Simard          | Parti québécois | 17 186         | 55,1 % | 4 745 |
|                                                                                                 | Albert Khelfa (sortant) | Libéral         | 12 441         | 39,9 % | -     |
|                                                                                                 | Marcel Cloutier         | Indépendant     | 1 570          | 5 %    | -     |
| Total                                                                                           | Total                   | Total           | 31 197         | 100 %  |       |
| Le taux de participation lors de l'élection était de 83,2 % et 1 003 bulletins ont été rejetés. |                         |                 |                |        |       |